# Rezerwat przyrody Sufraganiec
Rezerwat przyrody Sufraganiec – rezerwat leśny na terenie Podkieleckiego Obszaru Chronionego Krajobrazu w gminie Miedziana Góra, w powiecie kieleckim, w województwie świętokrzyskim.
- Powierzchnia: 16,90 ha[1] (akt powołujący podawał 17,31 ha)
- Rok utworzenia: 1961
- Dokument powołujący: Zarządz. MLiPD z 12.12.1961; MP. 12/1962, poz. 45
- Numer ewidencyjny WKP: 031
- Charakter rezerwatu: częściowy (podlega ochronie czynnej i krajobrazowej[2])
- Przedmiot ochrony: las mieszany z jodłą oraz roślinami charakterystycznymi dla Gór Świętokrzyskich

Przez teren rezerwatu przepływa potok Sufragańczyk, dopływ Sufragańca.
Przez rezerwat przechodzi  żółty szlak spacerowy wokół Kielc.